# Tour della nazionale maschile di rugby a 15 dell'Italia 2004
Nel 2004 la nazionale italiana di rugby intraprese un breve tour con destinazioni Romania e Giappone.
Furono programmati tre incontri tra la quarta settimana di giugno e la prima di luglio, due ufficiali ed uno senza l'assegnazione del cap internazionale, in ordine: il 26 giugno a Bucarest con la nazionale romena, il 30 giugno ad Osaka con il Giappone "A", la seconda selezione nazionale nipponica, ed il 4 luglio a Tokyo con la nazionale giapponese.
La prima settimana di giugno, il commissario tecnico degli Azzurri, il neozelandese John Kirwan, rese nota la lista dei 30 giocatori selezionati per la tournée estiva, salvo poi apportare alcune modifiche al gruppo dei convocati al termine della seconda settimana del mese. I gradi di capitano per la spedizione italiana furono affidati ad Alessandro Troncon, anche se nel secondo test match passarono a Marco Bortolami, quando Griffen fu preferito a Troncon nel ruolo di mediano di mischia titolare.
Il primo test ufficiale si tenne al vecchio Stadio Nazionale di Bucarest e fu una sconfitta azzurra, la prima contro la Romania dal 1994: sotto per 5-22, fino a dieci minuti dalla fine, l'Italia ebbe una reazione, riuscendo a marcare tre mete, due delle quali trasformate, di Robertson, Canale e Griffen e ribaltò il punteggio 24-22. Tuttavia, un piazzato di Ionuț Tofan portò di nuovo avanti la Romania sul 24-25 finale.
Quattro giorni più tardi, allo stadio Nagai di Osaka, una sperimentale dell'Italia con Matteo Barbini capitano si impose 22-5 sul Giappone A grazie a 14 punti al piede di Wakarua, quattro piazzati e una trasformazione, e a una meta di Mauro Bergamasco.
Nel secondo test match contro i Sakura, che si tenne allo stadio Principe Chichibu di Tokyo, si distinse Martín Castrogiovanni che, insolitamente per un pilone, mise a segno tre mete e contribuì con 15 punti a una vittoria per 32-19 mai messa in discussione nel corso dell'incontro, dal momento che il Giappone marcò i suoi primi punti quando già l'Italia vinceva 15-0 e la reazione degli asiatici fu sono nel finale, con una meta di Onozawa a 4 minuti dalla fine.

## Risultati

### Itest match
| Arbitro: | Rob Dickson |

|                                 |      |                                                    |
| Tofan 6’ Merşoiu 20’ Tonița 24’ | mt   | 10’ Mazzucato 71’ Robertson 74’ Canale 76’ Griffen |
| Tofan 6’, 20’                   | tr   | 71’ Mazzariol 76’ Griffen                          |
| Dumbravă 38’ Tofan 79’          | c.p. |                                                    |

| Arbitro: | Nigel Whitehouse |

|                     |      |                                         |
| Onozawa 76’         | mt   | 16’, 62’, 80’ Castrogiovanni 28’ Canale |
| Ikeda 76’           | tr   | 28’, 62’, 80’ Wakarua                   |
| Ikeda 35’, 44’, 51’ | c.p. | 10’, 47’ Wakarua                        |
| Morita 32’          | drop |                                         |

### L'incontro non ufficiale
| Arbitro: | Shinichi Iwashita |

|          |      |                           |
| Takei 9’ | mt   | 70’ Bergamasco            |
|          | tr   | 70’ Wakarua               |
|          | c.p. | 3’, 50’, 53’, 67’ Wakarua |
|          | drop | 23’ Griffen               |